# Touch My Body
"Touch My Body" là một bài hát của ca sĩ người Mỹ Mariah Carey, nằm trong album phòng thu thứ 11 của cô, E=MC² (2008). Nó được phát hành như là đĩa đơn đầu tiên trích từ album vào ngày 12 tháng 2 năm 2008. Bài hát được viết và sản xuất bởi Carey, cùng với Christopher "Tricky" Stewart, Crystal "Cri$tyle" Johnson, và Terius "The Dream" Nash.
Bài hát ngay sau khi phát hành đa phần nhận được những đánh giá tích cực từ các nhà phê bình âm nhạc. "Touch My Body" đã trở thành đĩa đơn quán quân thứ 18 của Carey trên bảng xếp hạng Billboard Hot 100, giúp cô vượt qua kỷ lục của Elvis Presley để trở thành nghệ sĩ solo có nhiều đĩa đơn quán quân nhất trong lịch sử âm nhạc Hoa Kỳ. Ngoài ra, nó còn giúp nữ ca sĩ có tuần thứ 79 đứng đầu bảng xếp hạng này, giúp cô cân bằng số tuần ở hạng 1 với Presley. Trên thị trường quốc tế, bài hát cũng đạt được những thứ hạng cao khi lọt vào top 5 trên các bảng xếp hạng ở Ý, Nhật Bản, New Zealand, Thụy Sĩ và Vương quốc Anh.
Mariah đã trình diễn "Touch My Body" trên một số sự kiện và chương trình truyền hình trực tiếp, như: Saturday Night Live, Good Morning America, Teen Choice Awards...cũng như xuất hiện trong tour diễn Angels Advocate Tour ở Bắc Mỹ (2009-2010).
Video ca nhạc của bài hát được đạo diễn bởi nhà làm phim Brett Ratner, người đã từng làm việc với Carey trong 5 video khác. Nội dung của clip xoay quanh câu chuyện một nhân viên máy tính đến thăm nhà của Carey. Khi anh sửa chữa máy tính của cô, anh ta đã rơi vào một thế giới tưởng tượng mà ở đó cặp đôi thực hiện một số hoạt động cùng nhau, bao gồm đánh nhau bằng gối, chiếu đèn laze, chơi Guitar Hero...Video "Touch My Body" đã giành chiến thắng ở hạng mục "Video hài hước nhất" tại BET Awards 2008, và giải "MTV Video Vanguard Award" tại Giải Video âm nhạc của MTV Nhật Bản 2008. Ngoài ra, nó cũng nhận được đề cử cho giải "Video xuất sắc nhất của nữ ca sĩ" tại Giải Video âm nhạc của MTV 2008.

## Danh sách bài hát
| Đĩa maxi tại Úc 1. "Touch My Body" (bản radio) 2. "Touch My Body" (Remix) 3. "Touch My Body" (Seamus Haji Club Mix) 4. "Touch My Body" (Video) Đĩa 12" tại châu Âu 1. "Touch My Body" (bản radio) 2. "Touch My Body" (Craig C Radio Edit) 3. "Touch My Body" (Seamus Haji Radio Edit) 4. "Touch My Body" (bản không lời) Đĩa CD tại Nhật 1. "Touch My Body" (bản radio) 2. "Touch My Body" (Remix) 3. "Touch My Body" (Seamus Haji Club Mix) Đĩa CD tại Vương quốc Anh 1. "Touch My Body" (bản radio) 2. "Touch My Body" (Seamus Haji Club Mix) | Đĩa maxi tại Vương quốc Anh 1. "Touch My Body" (bản radio) 2. "Touch My Body" (Remix) 3. "Touch My Body" (Seamus Haji Club Mix) 4. "Touch My Body" (Video) Đĩa maxi tại Mỹ 1. "Touch My Body" (Seamus Haji & Paul Emanuel Radio Edit) 2. "Touch My Body" (Craig C Radio Edit) 3. "Touch My Body" (Subkulcha Radio Edit) 4. "Touch My Body" (Seamus Haji & Paul Emanuel Club Remix) 5. "Touch My Body" (Craig C Club Mix) 6. "Touch My Body" (Subkulcha Remix) 7. "Touch My Body" (Seamus Haji & Paul Emanuel Dub) 8. "Touch My Body" (Craig C Dub) 9. "Touch My Body" (Remix featuring Juelz Santana) |

## Xếp hạng và chứng nhận
| Bảng xếp hạng (2008)                     | Vị trí cao nhất |
| ---------------------------------------- | --------------- |
| Úc (ARIA)                                | 17              |
| Áo (Ö3 Austria Top 40)                   | 10              |
| Bỉ (Ultratop 50 Flanders)                | 14              |
| Bỉ (Ultratop 50 Wallonia)                | 33              |
| Canada (Canadian Hot 100)                | 2               |
| Cộng hòa Séc (Rádio Top 100)             | 19              |
| Đan Mạch (Tracklisten)                   | 20              |
| Europe (European Hot 100 Singles)        | 3               |
| Pháp (SNEP)                              | 16              |
| Germany (Official German Charts)         | 7               |
| Hungary (Rádiós Top 40)                  | 19              |
| Ireland (IRMA)                           | 13              |
| Ý (FIMI)                                 | 5               |
| Nhật Bản (Japan Hot 100)                 | 5               |
| Hà Lan (Dutch Top 40)                    | 14              |
| Hà Lan (Single Top 100)                  | 20              |
| New Zealand (Recorded Music NZ)          | 3               |
| Na Uy (VG-lista)                         | 10              |
| Portugal Digital Songs (Billboard)       | 10              |
| Scotland (OCC)                           | 5               |
| Slovakia (Rádio Top 100)                 | 8               |
| Thụy Điển (Sverigetopplistan)            | 14              |
| Thụy Sĩ (Schweizer Hitparade)            | 3               |
| Turkey (Türkiye Top 20)                  | 6               |
| Anh Quốc (OCC)                           | 5               |
| Hoa Kỳ Billboard Hot 100                 | 1               |
| Hoa Kỳ Adult Pop Airplay (Billboard)     | 39              |
| Hoa Kỳ Dance Club Songs (Billboard)      | 1               |
| Hoa Kỳ Hot Latin Songs (Billboard)       | 40              |
| Hoa Kỳ Hot R&B/Hip-Hop Songs (Billboard) | 2               |
| Hoa Kỳ Pop Airplay (Billboard)           | 7               |
| US Pop 100 (Billboard)                   | 1               |
| Hoa Kỳ Rhythmic (Billboard)              | 3               |

| Bảng xếp hạng (2008)                 | Vị trí |
| ------------------------------------ | ------ |
| Brazil (Airplay Chart)               | 13     |
| Canada (Canadian Hot 100)            | 55     |
| Europe (European Hot 100 Singles)    | 94     |
| Germany (Official German Charts)     | 92     |
| Netherlands (Dutch Top 40)           | 111    |
| Switzerland (Schweizer Hitparade)    | 92     |
| UK Singles (Official Charts Company) | 93     |
| US Billboard Hot 100                 | 22     |
| US Hot R&B/Hip-Hop Songs (Billboard) | 21     |
| US Pop 100 (Billboard)               | 48     |
| US Rhythmic (Billboard)              | 17     |

| Quốc gia                                                                           | Chứng nhận | Số đơn vị/doanh số chứng nhận |
| ---------------------------------------------------------------------------------- | ---------- | ----------------------------- |
| Nhật Bản (RIAJ)                                                                    | Vàng       | 0^                            |
| Hoa Kỳ (RIAA)                                                                      | Bạch kim   | 1,622,000                     |
| * Chứng nhận dựa theo doanh số tiêu thụ. ^ Chứng nhận dựa theo doanh số nhập hàng. |            |                               |